# Atyaephyra
Atyaephyra (de Brito Capello, 1867) — рід прісноводних креветок родини Atyidae, що об'єднує у собі три види. Природним ареалом роду є прісноводні басейни Європи та крайня північ Африки. Особини роду Atyaephyra мають невеликі розміри, є миролюбними та невибагливими, через що доволі розповсюджені у акваріумістиці. Креветки цього виду витримують зниження температури води до 4 °C.

## Види
- Atyaephyra desmarestii Millet, 1831 (Європейська річкова креветка)
- Atyaephyra orientalis Bouvier, 1913
- Atyaephyra stankoi Karaman, 1972

Відпочатку види A. orientalis та A. stankoi вважалися підвидами A. desmarestii, через що у багатьох застарілих джерелах можна зустріти інформацію про наявність всього одного виду у роді Atyaephyra. Крім того, вид A. valentina було віднесено до роду Dugastella під назвою Dugastella valentina.